# Bee Gees World (EP)

## Közreműködők
- Barry Gibb – ének, gitár
- Robin Gibb – ének
- Maurice Gibb – ének,  gitár, zongora, basszusgitár
- Vince Melouney – gitár
- Colin Petersen – dob

## A lemez dalai
- World  (Barry, Robin és Maurice Gibb) (1967), mono 3:20, ének: Barry Gibb, Robin Gibb
- Red Chair Fade Away (Barry és Robin Gibb) (1967), mono 2:16, ének: Barry Gibb
- Sir Geoffrey Saved The World  (Barry, Robin és Maurice Gibb)  (1967), mono 2:10, ének: Robin Gibb, Barry Gibb
- Every Christian Lion Hearted Man Will Show You (Barry, Robin és Maurice Gibb) (1967), mono 3:38, ének: Barry Gibb